# Ангольська кухня

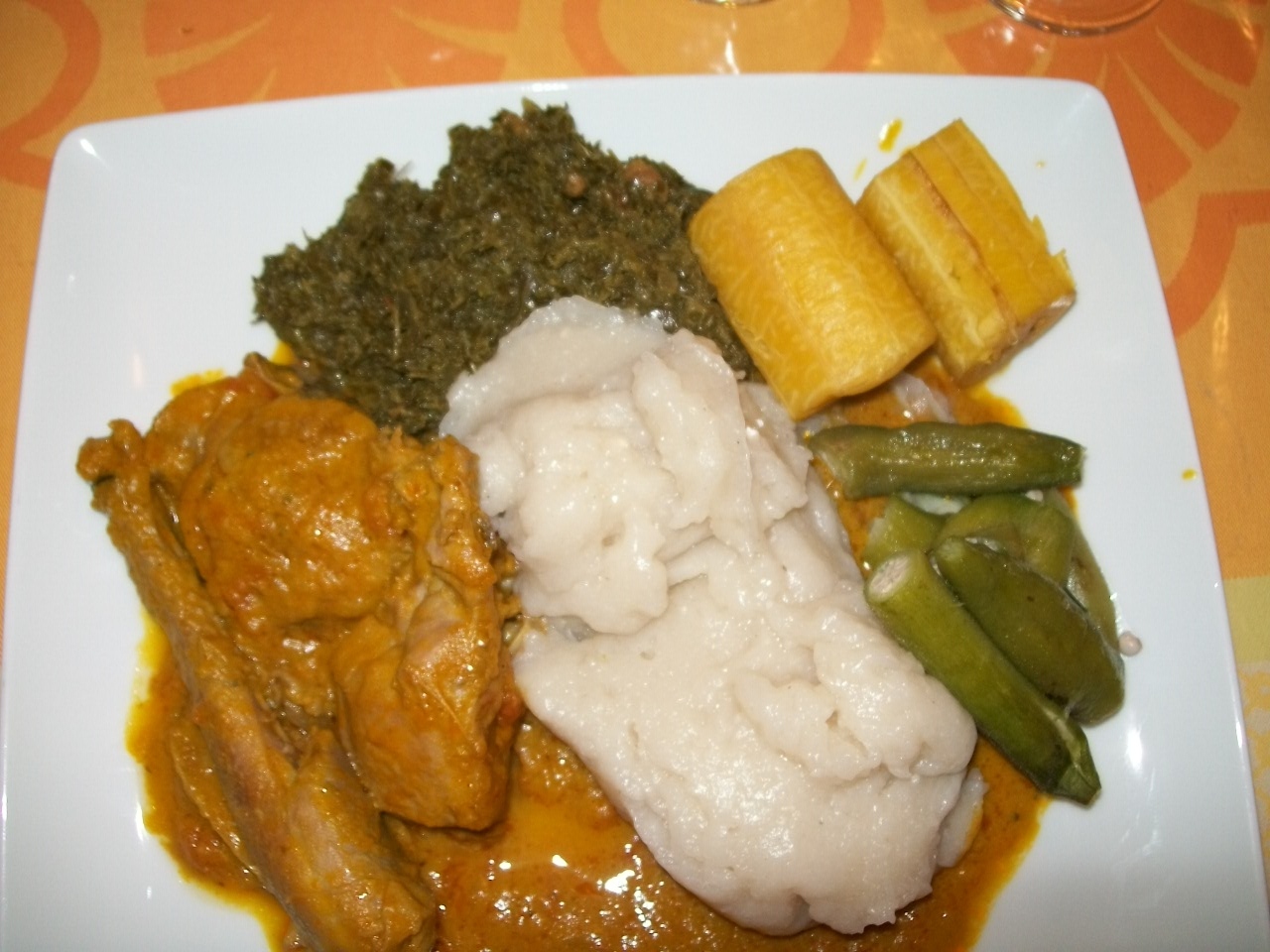
Муамба, національна страва Англоли

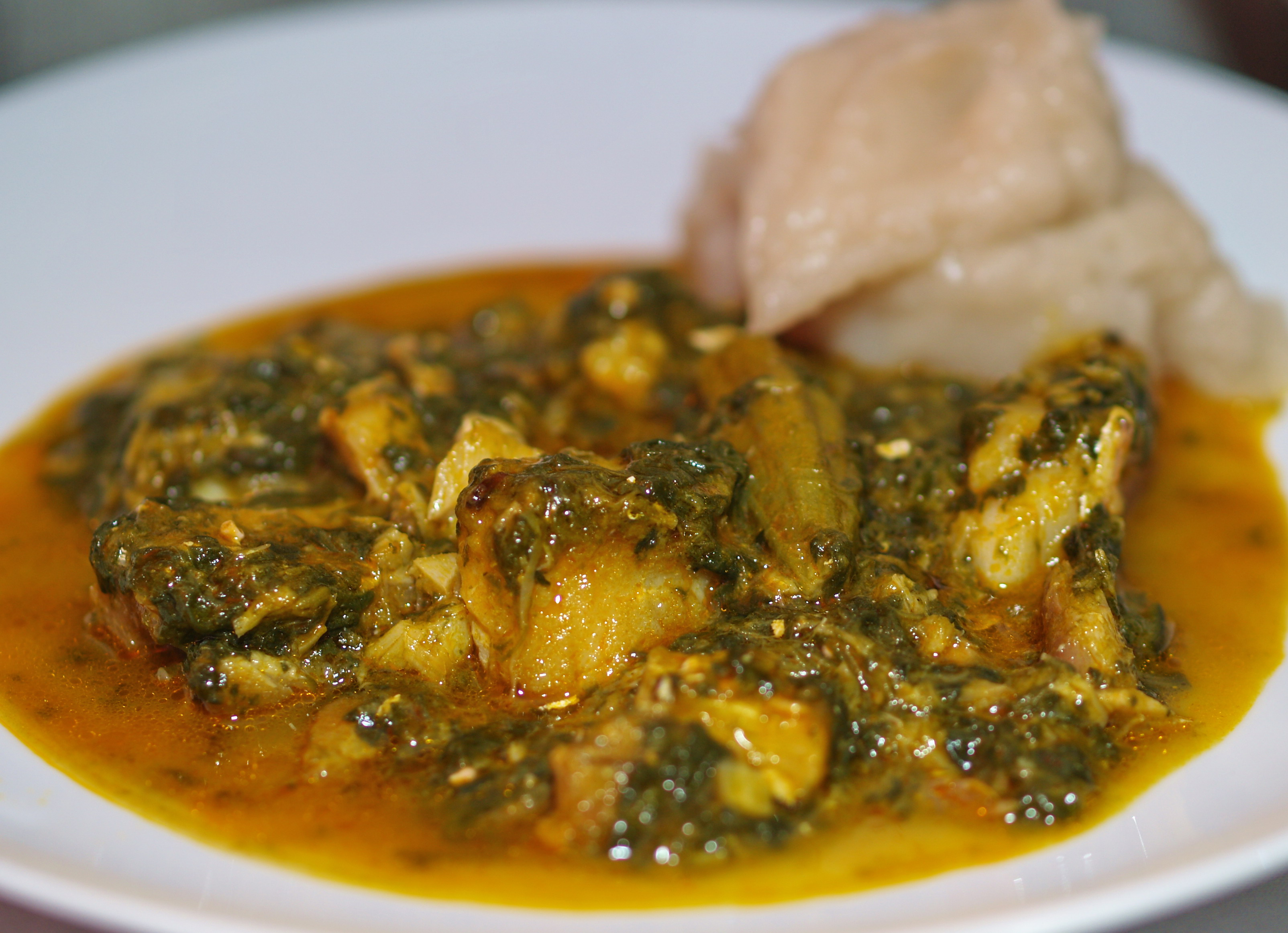
Рибний калулу, типова страва з Анголи та Сан-Томе і Принсіпі

Ангольська кухня (порт. Culinária de Angola) — набір кулінарних традицій, характерних для Анголи.
Її основу складають квасолю, рис, свинина та курка, які вживаються з різними соусами. З овочів найпопулярніші помідори та цибуля, з приправ — часник та гострий перцевий соус.

## Основні страви та продукти
Повсякденною стравою в багатьох сім'ях, особливо небагатих, є борошняна каша — з маніоки на півночі країни та кукурудзи на півдні. Ще одна національна страва — муамба, рагу з курки з овочами на пальмовій олії або арахісовій пасті. Курку також їдять в смаженому вигляді з гострим маринадом.
У прибережних районах поширені страви з риби та морепродуктів, в основному це різні рагу.
Десерти роблять з місцевих фруктів та арахісу.
В країні поширене виробництво різних міцних спиртних напоїв з місцевої сировини, як промислових, так і домашніх. Також популярні пиво та безалкогольні прохолодні напої.
Простежується деякий вплив португальської кухні, наприклад, застосування в кулінарії оливкової олії.